# Fântâna Albă, Adâncata
Fântâna Albă (în ucraineană Біла Криниця, transliterat: Bila Krînîțea, în rusă Белая Криница, transliterat: Belaia Krinița și în germană Fontina Alba, Biala Kiernica sau Weissenbrunn) este un sat în raionul Adâncata din regiunea Cernăuți (Ucraina), depinzând administrativ de comuna Volcineț. Are 169 locuitori, preponderent ruși lipoveni.
Satul este situat la o altitudine de 449 metri, în partea de sud a raionului Adâncata, la 12 km de orașul Adâncata. Localitatea Fântâna Albă se află la numai câteva sute de metri nord de frontiera Ucrainei cu România, aici aflându-se punctul de trecere simplificată cu specific rutier Fântâna Albă - Climăuți. De asemenea, în apropiere se află și stația de cale ferată de frontieră Vadul Siret. 
Această localitate a fost centrul spiritual al credincioșilor de rit vechi, aici fiind înființată în anul 1846 Mitropolia Creștină de Rit Vechi, care și-a mutat sediul, în anul 1940, în orașul Brăila, datorită circumstanțelor politico-istorice. În prezent, mitropolitul rușilor staroveri de la Brăila poartă denumirea de Arhiepiscop de Fântâna Albă și Mitropolit al tuturor tuturor creștinilor de rit vechi din lume. 
La data de 1 aprilie 1941 grănicerii sovietici din sat au săvârșit un masacru, cunoscut astăzi sub denumirea de Masacrul de la Fântâna Albă. Au fost uciși atunci aproximativ 200-300 de români care încercau să treacă pașnic frontiera în România.

## Istorie
Teritoriul actual al localității Fântâna Albă s-a aflat în regiunea istorică Bucovina a Principatului Moldovei, care a fost anexată în ianuarie 1775 de către Imperiul Habsburgic (Austria de astăzi), după încheiereea conflictului militar dintre Turcia și Rusia (1768-1774). 
Alungați de persecuțiile la care erau supuși de către ruși, staroverii (rușii care nu acceptaseră reformele bisericești ale Patriarhului Nikon din secolul al XVII-lea, provocând „raskolul” în Biserica Ortodoxă Rusă) au emigrat și s-au stabilit pe teritoriile de la vestul Imperiului Țarist. Ei au ajuns și în Bucovina, stabilindu-se în anii '60 ai secolului al XVIII-lea pe domeniul Mănăstirii Dragomirna și fondând satul Lipoveni. Alte câteva familii s-au stabilit și în comuna Stupca.
În perioada războiului ruso–turc (1768–1774), trupele rusești au invadat Bucovina, iar rușii lipoveni și-au părăsit așezările lor și s-au refugiat în Moldova. Instaurarea administrației habsburgice în Bucovina (care sprijinea, prin acordarea de privilegii, stabilirea de populații alogene în aceste locuri pentru a diminua ponderea populației românești majoritare în regiune) a determinat din nou o emigrare a rușilor lipoveni în aceste ținuturi. După ce staroverii au revenit în anul 1777 în satul Lipoveni, o altă comunitate de staroveri a înființat satul Climăuți în anul 1780 pe moșia Mănăstirii Putna, pe baza unui contract. Localitatea Climăuți va deveni cea mai numeroasă localitate de ruși lipoveni din Bucovina. 
Prin decretul imperial din 1783, Iosif al II-lea le-a garantat staroverilor libertatea religiei și i-a scutit de impozite pe staroveri pe o perioadă de 20 de ani, precum și de obligația de a presta serviciul militar în Armata Habsburgică pe o perioadă de 50 ani. Ei au primit pământ contra unor sume mici de bani.  
În anul 1784, o comunitate de ruși lipoveni s-au stabilit în poiana Varnița, la 3 km de satul Climăuți, înființând satul Fântâna Albă . Localitatea a figurat în actele administrației austriece a Bucovinei cu denumirea de Fontina Alba, făcând parte din districtul Siret (în germană Sereth) al Ducatului Bucovinei, guvernat de către austrieci. 
Rușii staroveri din sat erau popovți (cu popă), care recunoșteau necesitatea preoților și care au atras preoți din cadrul bisericii oficiale, cu condiția ca aceștia să treacă la vechiul rit. În anul 1838 au venit aici din Rusia călugării Pavel și Gherontie. Fântâna Albă a fost aleasă ca loc al viitoarei reședințe episcopale, în cazul în care se va găsi vreun episcop în Orient. În sat au fost construite o catedrală și o mănăstire (fondată în 1844). 
În anul 1846 a avut loc un sobor al tuturor credincioșilor ortodocși de rit vechi, care a decis trimiterea unei delegații în Palestina în căutarea creștinilor fugiți din Rusia în timpul marilor prigoniri, gândindu-se că poate acolo vor găsi și episcopi . Ajunși la Constantinopol, delegații au găsit acolo un arhiereu fără scaun, fostul mitropolit Ambrosie Popovici al Bosniei, care trăia pe lângă Patriarhie. Ei l-au convins să accepte credința creștin-otodoxă de rit vechi. Mitropolitul Ambrosie, împreună cu cei doi călugări delegați de staroveri, au plecat spre Mănăstirea de la Fântâna Albă, unde înaltul prelat a fost întâmpinat de preotul Ieronim, după care, prin mirungerea oficiată de acesta, a început să păstorească, prin hirotonirea episcopilor, preoților și diaconilor. 
La 28 octombrie 1846, a fost înființată aici prima Mitropolie a staroverilor, cu primul mitropolit ortodox de rit vechi Amvrosii Popovici. În anii următori, Mitropolia credincioșilor ortodocși ruși de rit vechi de la Fântâna Albă și-a extins controlul asupra tuturor episcopilor, preoților și credincioșilor Bisericii Ortodoxe de rit vechi din întreaga lume, nu numai asupra celor din Bucovina, dar și asupra celor din Moldova, Turcia, Rusia, ai căror episcopi și preoți erau hirotoniți de ierarhii de la Fântâna Albă. 
După Unirea Bucovinei cu România la 28 noiembrie 1918, satul Fântâna Albă a făcut parte din componența României, în Plasa Siretului a județului Rădăuți. Pe atunci, majoritatea populației era formată din ruși-lipoveni. 
Ca urmare a Pactului Ribbentrop-Molotov (1939), Bucovina de Nord a fost anexată de către URSS la 28 iunie 1940. Trupele Armatei Sovietice și-au făcut apariția în sat la data de 30 iunie 1940. Odată cu sosirea sovieticilor, mitropolitul rușilor staroveri, Siluan Kravțov, care era grav bolnav, a fost nevoit să părăsească aceste locuri și să se mute la Brăila, refugiindu-se pe teritoriul României. Astfel, autoritățile sovietice au desființat mănăstirea de călugări, obiectele de cult au fost confiscate, iar călugării împrăștiați. Din acest moment, Mitropolia de Fântâna Albă și-a încetat activitatea. Biserica Ortodoxă de Rit Vechi a fost nevoită să-și mute reședința de la Fântâna Albă la Brăila.
La data de 21 iulie 1940, la Mănăstirea „Uspenia" din Slava Rusă a fost organizată o adunare a episcopilor și preoțimii care a hotărât înființarea Mitropoliei de Rit Vechi în orașul Brăila și menținerea denumirii de Mitropolia de Fântâna Albă, după modelul patriarhilor de Alexandria (care, după ocuparea Alexandriei de către otomani s-au refugiat la Constantinopol, menținându-și titulatura de patriarhi de Alexandria) sau după modelul mitropoliților de Kiev (care după distrugerea Kievului de către hoardele tătare s-au refugiat la Moscova sau la Vladimir, numindu-se „kieveni"). 
Aici a avut loc la 1 aprilie 1941 un masacru, în care aproximativ 2000 de persoane  au fost ucise de către grănicerii sovietici.
Bucovina de Nord a reintrat în componența României în perioada 1941-1944, fiind reocupată apoi de către URSS în anul 1944 și integrată în componența RSS Ucrainene. Mănăstirea a fost deteriorată în perioada celui de-al doilea război mondial.
În anul 1988 s-a înființat în sat un muzeu al rușilor staroveri, dar acesta a fost închis în 1996 ca urmare a lipsei de fonduri, exponatele fiind transferate la Muzeul Regional din Cernăuți. 
Începând din anul 1991, satul Fântâna Albă face parte din raionul Adâncata al regiunii Cernăuți din cadrul Ucrainei independente. Conform recensământului din 1989, majoritatea locuitorilor o formau rușii-lipoveni (91,79%), iar numărul locuitorilor care s-au declarat români plus moldoveni era de 2 (0+2), adică 1,03% din populație . 
În perioada 7-14 noiembrie 1996, în Catedrala Ortodoxă de rit vechi din Fântâna Albă (Ucraina) a avut loc un Sobor al tuturor credincioșilor ruși de rit vechi din lume sub președinția mitropoliților Alimpie al Moscovei și Leontie al Brăilei. La lucrările acestui Sobor au luat parte șase episcopi, peste 50 de preoți și diaconi și un mare număr de credincioși din toate comunitățile de rit vechi din Rusia, Ucraina, Belarus, Moldova, Kirghistan, Statele Unite ale Americii și Australia. Aici s-a luat decizia canonizării mitropolitului Ambrosie Popovici, având ca zi de pomenire ziua de 2 noiembrie. 
În prezent, satul Fântâna Albă are 169 locuitori, preponderent ruși lipoveni.

## Demografie
Componența lingvistică a localității Fântâna Albă
     Rusă (76,33%)
     Ucraineană (20,12%)
     Română (2,96%)
     Alte limbi (0,59%)
Conform recensământului din 2001, majoritatea populației localității Fântâna Albă era vorbitoare de rusă (76,33%), existând în minoritate și vorbitori de ucraineană (20,12%) și română (2,96%).
1989: 195 (recensământ)
2007: 169 (estimare)

### Recensământul din 1930
Componența etnică a comunei Fântâna Albă (județul Rădăuți)
     Ruși lipoveni (25,76%)
     Români (1,83%)
     Cehi\Slovaci (0,12%)
     Altă etnie (72,29%)
Componența confesională a comunei Fântâna Albă
     Ortodocși (1,83%)
     Greco-catolici (0,12%)
     Ortodocși de rit vechi (98,05%)
Conform recensământului efectuat în 1930, populația comunei Fântâna Albă se ridica la 819 locuitori. Majoritatea locuitorilor erau ruși lipoveni (25,76%), cu o minoritate de cehi\slovaci (0,12%) și una de români (1,83%). Restul locuitorilor au declarat că aparțin altor neamuri (72,29%), dar probabil aceștia erau, marea majoritate, ruși lipoveni. Din punct de vedere confesional, majoritatea locuitorilor erau ortodocși pe stil vechi (lipoveni) (98,05%), dar existau și minorități de greco-catolici (0,12%) și ortodocși (1,83%).

## Obiective turistice
- Catedrala Uspenia din Fântâna Albă - a fost construită  în perioada 1900-1908 cu sprijinul financiar al comerciantului moscovit Gleb S. Ovsiannikov și a soției sale, Olga care au donat 500.000 ruble aur, pentru a construi o biserică în memoria fiului lor Alexandru, care a murit tânăr. Ea a servit drept catedrală mitropolitană a rușilor staroveri până în anul 1940.

Această catedrală respectă arhitectura bisericilor rusești din secolele XVII-XVIII și amintește de celebra Catedrală "Sf. Vasile Blajenîi" din Moscova. Cărămizile de culoare turcoaz au fost aduse special de la Moscova. 
- Biserica de lemn cu hramul "Sf. Cozma și Damian" (Kosmodamianivska) din Fântâna Albă - care datează din secolele XVIII-XIX și este tipică arhitecturii din lemn ucrainene [5].